# The Isle of Forgotten Women
The Isle of Forgotten Women è un film muto del 1927 diretto da George B. Seitz.

## Trama
Benché sia innocente, Bruce Paine, per difendere l'onore e il nome di suo padre, si accusa dei crimini commessi da questi e, fuggito da casa, si rifugia nell'isola del Paradiso. Qui, conosce il brutale John Stort, un commerciante che si tiene come amante una ragazza indigena, Marua. Bruce difende Marua dal suo "padrone", seppur non sia innamorato di lei. Stort, pazzamente geloso, lo sfida a un combattimento che finisce con la vittoria di Bruce, anche se il giovane resta gravemente ferito. Roper, un capitano di marina, porta ad Alice, la fidanzata di Bruce rimasta in patria, notizie dell'innamorato. Che, nel frattempo, è rimasto vittima delle febbri dell'isola. Stort tenta di uccidere il supposto rivale, ma colpisce Marua che si prende il colpo fatale. La ragazza, prima di morire, uccide l'omicida.
Sull'isola giunge Alice con la notizia che il padre di Bruce è stato riabilitato. I due giovani tornano a casa per potersi finalmente sposare.

## Produzione
Il film fu prodotto dalla Columbia Pictures Corporation.

## Distribuzione
Il copyright del film, richiesto dalla Columbia Pictures Corp., fu registrato il 20 ottobre 1927 con il numero LP24544.
Distribuito dalla Columbia Pictures Corporation, il film uscì nelle sale cinematografiche statunitensi il 27 settembre 1927. Nel Regno Unito venne distribuito con il titolo Forgotten Women.